# Paige Railey
Paige Railey (Clearwater, 15 de mayo de 1987) es una deportista estadounidense que compitió en vela en la clase Laser Radial. Su hermano Zachary también compitió en vela
Ganó cinco medallas en el Campeonato Mundial de Laser Radial entre los años 2005 y 2016. Participó en dos Juegos Olímpicos de Verano, ocupando el octavo lugar en Londres 2012 y el décimo en Río de Janeiro 2016.

## Palmarés internacional
| \| Campeonato Mundial \| Campeonato Mundial \| Campeonato Mundial \| Campeonato Mundial \| \| Año \| Lugar \| Medalla \| Clase \| \| ------------------ \| ----------------------- \| ------------------ \| ------------------ \| \| 2005 \| Fortaleza (Brasil) \| Medalla de oro \| Laser Radial \| \| 2010 \| Largs (Reino Unido) \| Medalla de bronce \| Laser Radial \| \| 2011 \| Perth (Australia) \| Medalla de bronce \| Laser Radial \| \| 2013 \| Rizhao (China) \| Medalla de bronce \| Laser Radial \| \| 2016 \| Nuevo Vallarta (México) \| Medalla de plata \| Laser Radial \| |                         |                   |              |
| Campeonato Mundial |                         |                   |              |
| Año | Lugar                   | Medalla           | Clase        |
| 2005 | Fortaleza (Brasil)      | Medalla de oro    | Laser Radial |
| 2010 | Largs (Reino Unido)     | Medalla de bronce | Laser Radial |
| 2011 | Perth (Australia)       | Medalla de bronce | Laser Radial |
| 2013 | Rizhao (China)          | Medalla de bronce | Laser Radial |
| 2016 | Nuevo Vallarta (México) | Medalla de plata  | Laser Radial |